# 陳時憲
陳時憲（1457年—？），字孔章，福建福州府長樂縣人，民籍，明朝政治人物。

## 生平
成化十九年（1483年）癸卯科福建鄉試六十三名舉人。弘治六年（1493年）中式癸丑科會試第一百九十四名，二甲第五十九名進士。

## 家族
曾祖陳斌；祖父陳詵；父陳則安，京衛武學教授。母潘氏；繼母林氏。具庆下。兄時舉。弟時昇、時遷。